# Hartmann (Rapper)

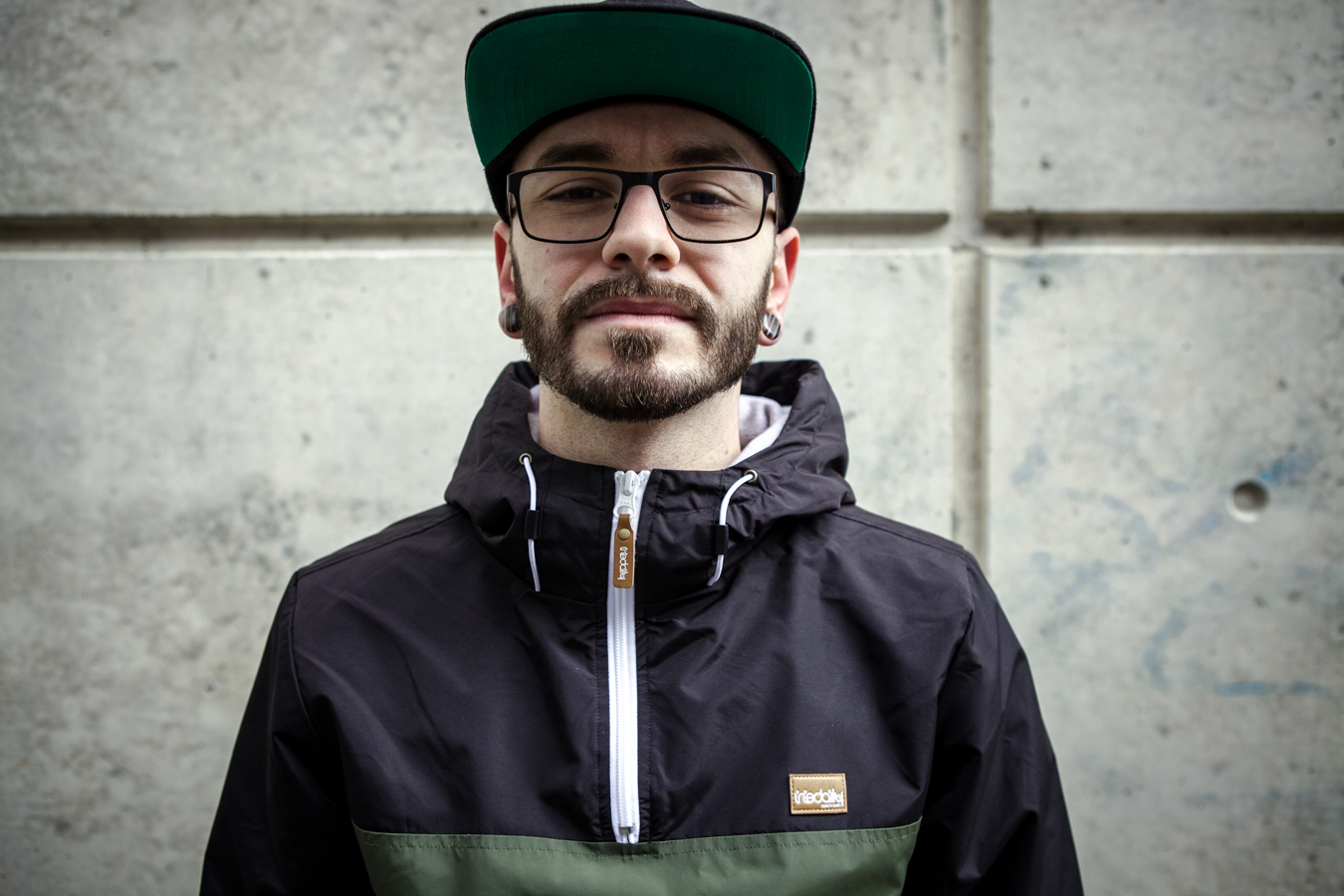
Hartmann (2017)

Hartmann (* 1. April 1988 in Riesa als Frank Hartmann) ist ein deutscher Rapper aus Dresden.

## Leben

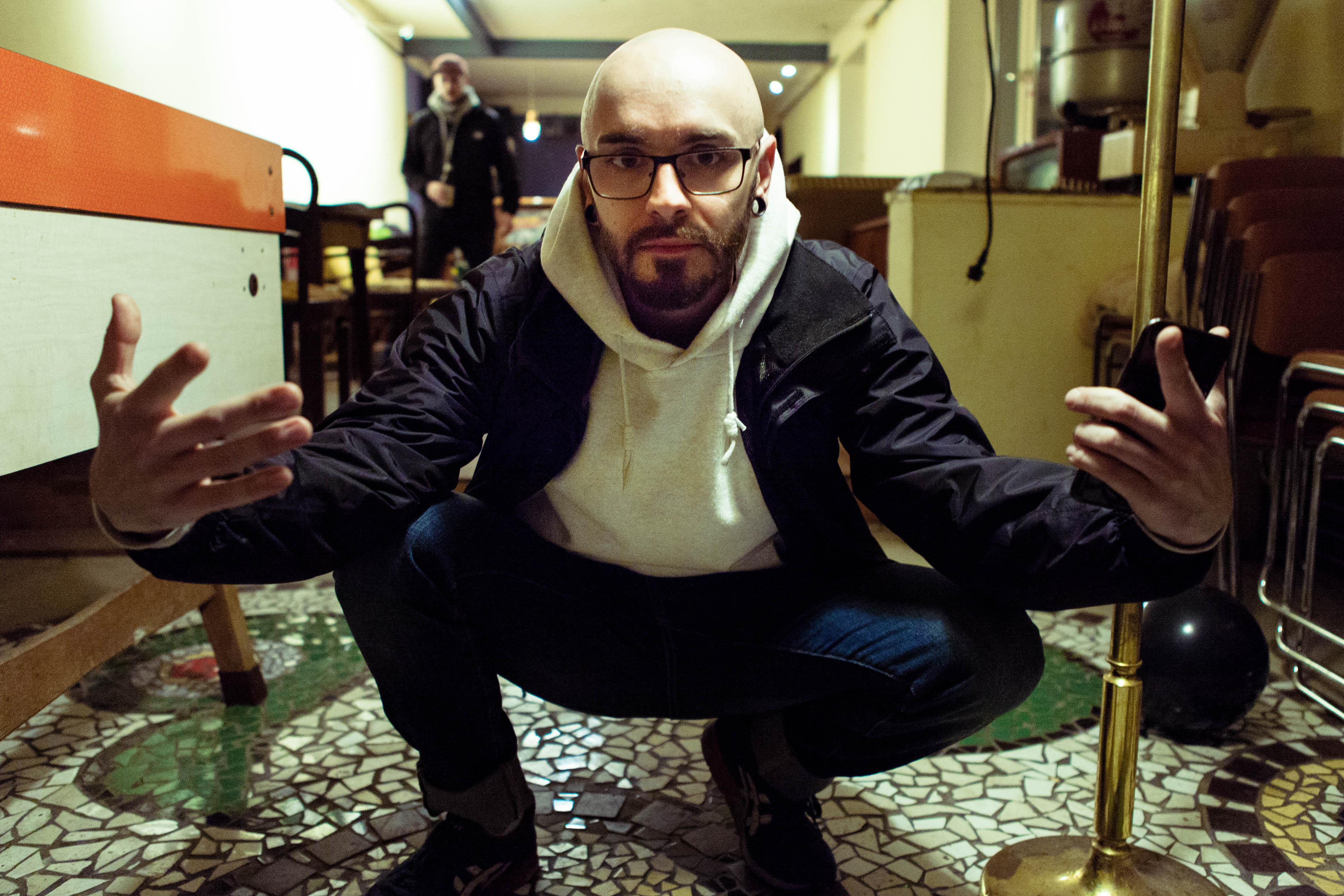
Hartmann (2018)

Hartmann wurde durch Berliner Rapper der 2000er auf Hip-Hop-Musik aufmerksam. 2004 begann er seine ersten Rap-Texte zu verfassen und nahm in den folgenden Jahren drei Alben auf, die er zwar in kleiner Auflage produzierte, aber rückblickend als nicht zufriedenstellend bezeichnete. Ab 2012 trat er im Umfeld des Labels Stupidozid in Erscheinung. In Anlehnung an die Figur Quagmire aus der Zeichentrickserie Family Guy wählte er das Pseudonym Swägmeier. Unter diesem nahm er einen Gastbeitrag für den Song 44 Zoll auf, der auf dem Album Sprechreiz von Glutamator zu finden ist. Den Titel 44 Zoll griffen die beiden Rapper im folgenden Jahr erneut auf und veröffentlichten als Duo Swägmeier und Dick Rost die gleichnamige EP. 2014 platzierte er unter anderem die Lieder Basteln und Arbeit auf dem Sampler Hustensaft LP von Stupidozid. Im Anschluss daran wechselte er seinen Künstlernamen und trat fortan unter seinem bürgerlichen Nachnamen Hartmann auf. Dieser funktioniere laut eigener Einschätzung über den Kontrast. Während der Hörer einen „Zwei-Meter-Hooligan“ erwarte, sei er vergleichsweise klein und leide unter einer Beinachsenverkrümmung. Sowohl mit seinen körperlichen Einschränkungen als auch mit seiner Konzentrations- und Leseschwäche geht Hartmann offensiv um: „Es ist ja völlig normal, dass mit einem auf irgendeine Art und Weise nicht alles 100% OK ist. Ich denke, dass es einfach ganz viele Menschen gibt, die damit null umgehen können.“
Als erste Soloveröffentlichung erschien im August 2015 das Album Gastarbeiter, eine Kompilation aus Beiträgen aus den Jahren 2012 bis 2015. Im März 2016 folgte in Zusammenarbeit mit dem Rapper Gossenboss mit Zett das erste Video Hartmanns HipHop vier Minus. Am 30. April 2016 erschien Hartmanns Debütalbum Alltag Life. Dieses wurde von Gossenbeats, Ben Credit, TMO Melodic, Monkay, Fleesch und Hartmann selbst produziert. JayTheRapper, Easy Eazt und Ben Credit traten zudem als Gastrapper auf. Einen Tag nach dem Album wurde die erste Videoauskopplung Intro (Solche Wie Ich) veröffentlicht. Basti Tóth, der bereits das Artwork von Alltag Life umgesetzt hatte, übernahm die Kamera- und Schnittarbeit. In den folgenden Monaten erschienen mit Da Steht Hartmann und Schichtleiterblues zwei weitere Videos aus seinem Debütalbum. Arvid Wünsch zeichnete als Kameramann und für den späteren Schnitt verantwortlich. Bei allen drei Videos führte Hartmann selbst Regie. Ab Ende November absolvierte der Rapper gemeinsam mit Degenhardt und Gossenboss mit Zett die „100 Kilo Hurensohn“-Tournee. Letztgenannten begleitete er im März 2017 zudem beim Tapefabrik Festival. Auch auf dem Album 100 Kilo schlechter Rap von Gossenboss mit Zett und Monkay übernahm Hartmann einen Part auf Altpapierhemd. Im Herbst veröffentlichte er ein Video zu dem von Iron Mike produzierten Song Unisextoilette. Anfang 2018 begleiteten Hartmann und Gossenboss mit Zett die Anarchie-und-Alltag-Tour der Antilopen Gang.

## Diskografie
| Titel       | Veröffentlichung | Label                 | Kommentar            | Cover |
| ----------- | ---------------- | --------------------- | -------------------- | ----- |
| Alltag Life | 2016             | Eigenveröffentlichung | Kostenloser Download |       |

| Titel        | Veröffentlichung | Label      | Kommentar                                   | Cover |
| ------------ | ---------------- | ---------- | ------------------------------------------- | ----- |
| 44 Zoll EP   | 2013             | Stupidozid | EP mit Ben Credit als Swägmeier & Dick Rost |       |
| Gastarbeiter | 2015             | Stupidozid | Kompilation                                 |       |

Videos
- 2016: Hip Hop Vier Minus (mit Gossenboss mit Zett)
- 2016: Intro (Solche Wie Ich)
- 2016: Da Steht Hartmann
- 2016: Schichtleiterblues
- 2017: Unisextoilette